# كلبالي عرب (آبجدان)
كلبالي عرب (بالفارسية: کلب‌علی عرب) هي منطقة سكنية تقع في إيران في قسم آبجدان الريفي. يقدر عدد سكانها بـ 89 نسمة بحسب إحصاء 2016.